# کنتیل
کنتیل (به لاتین: Kontil) یک منطقهٔ مسکونی در بلغارستان است که در شهرستان ژبل واقع شده‌است.